# 杉山昭彦
杉山 昭彦（すぎやま あきひこ）
は日本の信号処理研究者。東京都立大学博士、IEEE Fellow、電子情報通信学会 名誉員。(株)日本電気(NEC)中央研究所を経て、2019年よりYahoo! Japan 研究所に勤務し、オーデオ符号化とその応用の分野、雑音抑制・消去も分野で多くの業績を残す。

## 経歴
1979年、東京都立大学工学部電気工学科を卒業、1981年、同大学大学院工学研究科より修士号を取得、2008年、首都大学東京 (現 東京都立大学より博士 (工学) を取得した。
1981年、日本電気株式会社 (NEC) 入社し、同社中央研究所にて、伝送装置、パーソナルコンピュータ (PC)、携帯電話、パーソナルロボット、などを対象とした信号処理技術の研究開発に従事した。2019年よりYahoo! Japan 研究所で信号処理技術の研究活動を継続している。
2016年より首都大学東京で客員教授を継続している。1987年学術年度はコンコーディア大学 (カナダ) で訪問研究員として、適応信号処理技術の研究に従事した。

## 研究業績
オーデオ符号化とその応用の分野、雑音抑制・消去分野で多くの業績を残した。可変ブロック長適応変換符号化関連の特許 (3件) はMPEG-4必須特許に認定された。本特許はオーディオプレーヤ、携帯電話、PC、ディジタルテレビ、カーナビゲーションシステム、Webサービス、等の製品に使用されている。

## 主な受賞
- IEEE
  - 2011年 IEEE Fellow[2]
- 電子情報通信学会
  - 論文賞
  - 2019年 業績賞[3][4]
  - 2022年 功績賞[5][6]
  - フェロー
  - 2023年 名誉員[7]
- 文部科学大臣表彰
- 市村産業賞
- 関東地方発明賞彰
- 電気科学技術奨励賞

## 公的活動
- 電子情報通信学会
  - 基礎・境界ソサイエティ事業 担当幹事
  - フェロー推薦委員会 委員
  - 信号処理研究専門委員会 委員長
- IEEE
  - Fellow Committee Member
  - J. C. Maxwell Medal Committee Member
  - SPS Conference Board Secretary
  - Award Board Member
  - Audio and Acoustic Signal Processing Technical Committee Chair
  - Japan Chapter Chair